# 毛彫
毛彫 (けぼり) とは金属面に毛や毛のような細線を彫る技法のこと。
三角の先の尖った鏨(たがね)で彫るので、鋭い力のある細い線を彫ることが出来る。彫金の技法中では基礎的な技法であり、最も古くから伝えられているもので、飛鳥時代や奈良時代の遺品にもみられる。
金峯山寺や延暦寺の経箱、東大寺大仏の台座蓮弁などが有名。

## 作品例
- 竜首水瓶[1] … 国宝。飛鳥時代。法隆寺に伝わった水差しで、7世紀に日本で製作されたとする見方が強くなってきている。
- 墨台、水滴、匙[2] … 国宝。唐または奈良時代。花の葉脈や花弁を毛彫で表現している。